# Amigasza
Az amigasza egy felfelé ívelő, széles karimájú kalap, amelyet a nindzsák használtak napközben álcázásra. Főként akkor vették elő, amikor kolduló szerzetesnek (komuszó), kereskedőnek (akindo), papnak (sukke) vagy varázslónak (szarugaku) öltöztek be.
Habár a kalap alkalmas volt álcázásra, de fegyverként is használhatták. Ugyanis karimája alatt volt egy hajlított él, amely segítségével akár egy surikenhez hasonló fegyverré alakíthatták át, ha megfelelően dobták.